# На Ин
На Ин (кит.упр.: 那英; пиньинь: Nā Yīng) — китайская певица и киноактриса, а также музыкальный судья.

## Биография
На Ин родилась в маньчжурской семье в Шэньяне, столице провинции Ляонин . В 1979 году На Ин присоединилась к хору молодёжного радио Ляонина в качестве ведущей певицы для детей.
В 1983 году На Ин стала участницей Шэньянской певческой и танцевальной труппы.
В 1988 году она дебютировала с кавером на песню тайваньской певицы Су Руи. В том же году он привлекла внимание с песней «Шангугу», вошедшую в десятку лучших песен Гонконга.
В 1990 году выиграла Национальную премию молодых певцов-новичков за песню «Mountain Doesn’t Turn to Water».
В 1994 году выпустила свой первый сольный музыкальный альбом «Thinking About You» на Тайване. После этого последовательно выпустила такие альбомы, как «I Don’t Understand the Darkness of Night» и «Conquer».
В 1997 году, по возвращении в Гонконг, вместе с Энди Лау исполнила песню « Жемчужина Востока».
В 2001 году с альбомом « Sorrowful Romance» получила награду «Лучшая китайская певица» и «Лучший автор текстов» на 12-й Тайваньской премии «Золотая мелодия».
В 2001 году выпустила свой шестой персональный музыкальный альбом «Я не ангел».
В 2002 году вышел седьмой сольный музыкальный альбом «Сейчас».
В 2004 году состоялась премьера романтической драмы «Я хочу влюбиться», где На Ин сыграла Лимин Лан.
У На Ин были отношения с китайским футболистом Гао Фэном и у неё есть сын от него, но они расстались в 2005 году спустя 10 лет брака. Она вышла замуж за Мэн Тонга в 2006 году, и у них родилась дочь в 2007 год, из-за чего она перестала появляться на сцене, однако всё же участвовала в церемонии закрытия летних Олимпийских игр в Пекине в 2008 году.
В 2009 году провела мировое турне «That 20 Years», официально объявив о своём возвращении на сцену. Хотя её сингл 2009 года «The Journey of Love» возглавлял многие чарты, её ранняя песня «Follow Your Feelings» остается её любимой.
В 2010 году была председателем жюри 10-летнего Music Billboard.
В 2011 году спустя девять лет выпустила новый музыкальный альбом «So… What?».
В 2012 году выиграла премию Asian Influential Chinese Music Achievement Award в 16-м глобальном китайском рейтинге; в том же году стала наставницей на музыкальном шоу талантов на ZZJTV «The Voice of China» («Голос Китая»).
В 2013 году состоялось мировое турне «NA World».
В 2014 году вышел фильм «One Step Away», в котором На Ин исполнила Ши Вангоу.
В 2015 году исполнила заглавную песню «Тихий» к фильму «Хэи Шэн Сяо Мо».
В 2016 году была наставницей музыкального шоу талантов «China’s New Singing» на спутниковом телевидении Чжэцзян, в том же году выпустила «NASING».
15 Февраля на Вессеннем Гала-фестивале 2018 года На Ин и Фэй Вонг вместе выступили на новогоднем гала-концерте CCTV, исполнив песню «Лунный год».
Начиная с 17 ноября 2019 года принимала участие в музыкальном шоу «Our Song», где выступала дуэтом с Сяо Чжанем, и вместе выиграли приз за «Лучшее совместное звучание».
В январе 2020 года участвовала в программе «Бессмертная классика» на CCTV. Вместе с Сяо Чжанем она исполнила «Sing the Millennium», а также сольно исполнила «Ещё одно путешествие» (кит.: 山水又一程).
8 Февраля 2020 года На Ин вместе с другими участниками «Our Song» прочитала стихотворение, чтобы отдать дань уважения людям, борящимся на передовой с эпидемий.
На новогоднем концерте Dragon TV 31 декабря 2020 года На Ин исполнила «Весенние цветы», а после выступила в музыкальном дуэте с песней «Don’t Ask Me What’s Disco» с Сяо Чжанем.
В 2021 году приняла участие во втором сезоне программы «Верхом на ветру и волнах», транслирующейся на Mango TV.